# خوسيه نيهين
خوسيه نيهين (بالإسبانية: Pablo Nehin)‏ (1 يناير 1911 - تاريخ الوفاة غير معلوم) لاعب كرة قدم أرجنتيني راحل كان يجيد اللعب في خط الوسط.
لعب طوال مسيرته الرياضية في نادي سبورتيفو ديسامبارادوس.
شارك مع منتخب الأرجنتين في بطولة كأس العالم 1934 في إيطاليا حيث خرج من الدور الثمن النهائي.

## وصلات خارجية
- خوسيه نيهين على موقع الاتحاد الدولي (مؤرشف)  (الإنجليزية)
- خوسيه نيهين على موقع قاعدة بيانات كرة القدم.إي يو (الإنجليزية)
- خوسيه نيهين على موقع ناشيونال فوتبول تيمز (الإنجليزية)
- خوسيه نيهين على موقع Soccerway.com (الإنجليزية)
- خوسيه نيهين على موقع عالم كرة القدم.نت (الإنجليزية)
- هذا سيرة ذاتية